# Eupithecia regulosa
Eupithecia regulosa là một loài bướm đêm trong họ Geometridae.